# Tom Clancy's Splinter Cell: Chaos Theory
Tom Clancy's Splinter Cell: Chaos Theory är ett smygarspel.
I detta spel gäller det att smyga och överlista fienden för att man ska kunna klara av uppdragen. Man spelar som Sam Fisher, som är en "Splinter Cell", en agent som specialiserat sig på att vara osynlig och bara konfrontera fienden då det är absolut nödvändigt. Hans uppdragsgivare är "Third Echelon", en topphemlig del inom den amerikanska underrättelsetjänsten. Till sin hjälp har han flera olika vapen och massor med utrustning. Han står även i konstant radiokontakt med sin chef och ett team som kan behandla och bidra med information i realtid. Spelaren kan själv välja på vilket sätt denne vill spela. Man kan smyga och göra uppdraget utan att fienden ens vet att man är där, eller så kan man storma in och skjuta alla man ser. Detta är del tre i Tom Clancys Splinter Cell-serie med Samuel 'Sam' Fisher i huvudrollen. 

## Nyheter
I Splinter Cell: Chaos Theory har man tillgång till en del ny utrustning och grafiken har förbättrats avsevärt. Vissa saker har också förändrats på olika sätt.

### Grafik
Grafiken har fått sig en rejäl uppgradering sedan sist. Numera är mörka hörn verkligen mörka och våta saker glänser om ljus lyser mot dem. För övrigt är allt mycket skarpare och känns mer verkligt.

### Nya hjälpmedel

#### EEV (Electronicly Enhanced Vision)
Denna ersätter kikaren som fanns tidigare. Med denna kan man nu även använda datorer trådlöst på avstånd, så länge ingenting ligger i vägen. Detta möjliggör till exempel att man kan hämta information från en dator som används av en fiende, utan att behöva likvidera honom.

#### Hacking och datorer
Nu kan man ta sig igenom kodlås och ögonskanner utan att behöva ta reda på koden eller leta reda på en fiende som kan aktivera skannern. Detta genom att koppla upp sig mot panelen och hacka den manuellt. Man gör detta genom att steg för steg lista ut den korrekta IP-adressen för rätt kod.
Ofta behöver man hacka sig in i vissa partitioner i datorer för att komma åt viktig information. Numera får man själv titta igenom filerna, istället för att bara "använda" datorn.

#### Ljudmätare
Man har fortfarande kvar mätaren som visar hur mycket man syns, fast nu måste man också hålla koll på en mätare som visar hur mycket oväsen man för. Olika miljöer har olika mycket bakgrundsljud. Så om man står bredvid en högljudd fläkt så kan man föra mer oväsen än om man står i en tyst korridor.

### Utrustningsförändringar
- Sam har nu tillgång till en kniv, med vilken man kan döda fiender, göra hål i tältdukar samt sabotera utrustning.
- "SC 20K"-geväret kan nu utrustas med flera olika tillägg (se mer nedan).
- Pistolen har utrustats med en liten apparat som tillfälligt kan störa ut elektronisk utrustning (se mer nedan).
- "Sticky Cam" och "Diversiary Cam" har sammanfogats till "Sticky Camera". Den kan göra samma saker som båda de gamla kamerorna kunde göra.
- "Ring Airfoil"-granaten knockar nu ut fiender med en träff.

## Handling
Idag styrs nästan allting av datorer. Tänk dig att det finns ett sätt att ta sig in i vilken dator som helst utan problem och att bara två personer vet hur.
 Nu har den ena hittats torterad och mördad i Peru och den andre är spårlöst försvunnen.
Det är år 2007 och Japan har skapat en ny underrättelsetjänst, I-SDF, som har möjlighet att utföra operationer långt utanför Japan. Kina och Nordkorea anser att detta är ett brott mot den grundlag som infördes i Japan efter andra världskriget och inför en blockad för japanska skepp i gula havet. Då USA och Japan är allierade, skickar USA sitt modernaste krigsfartyg, USS Clarence E Walsh, till japanska havet för att försöka lösa konflikten.
På andra sidan stilla havet har Sam Fisher fått i uppdrag att rädda datorteknikern Bruce Morgenholt som har blivit kidnappad av peruanska revolutionärer. Morgenholt arbetade tillsammans med Ibrahim Zerkhezhi med att dechiffrera och undersöka de algoritmer, kallade The Masse Kernels, som skapats av Phillip Masse, för att användas mot USA (i det första Splinter Cell-spelet. Sam dödade dock honom).
Som betalning har de fått en stor sändning med toppmoderna vapen. Sam hinner dock inte fram till Bruce i tid, så nu måste han ta reda på vem som gett revolutionärerna uppdraget att kidnappa honom. Via banken som sköter om revolutionärernas transaktioner, leder spåret vidare till Ibrahim Zerkhezhi. Han är dock spårlöst försvunnen.
Samtidigt kraschar den japanska börsen och en serie strömavbrott sker i både USA och Japan. Detta innebär att den som nu har tillgång till algoritmerna också är villig att använda dem. Detta faktum blir ännu mer tydligt då USS Clarence E Walshs försvarssystem plötsligt kopplas ur och strax därefter träffas av en missil från Nordkorea, vilket resulterar i en krigsförklaring mellan Nordkorea och Sydkorea/USA. Nordkorea hävdar dock att de inte sköt iväg missilen avsiktligt. Detta tyder på att den som innehar Masses algoritmer är ute efter att starta ett krig i fjärran östern, som kan eskalera till ett tredje världskrig. Därför måste Sam hitta de skyldiga innan det är för sent.

## Vapen och utrustning

### Commando Knife
Med denna kan man tyst neutralisera sina offer. Den kan även användas till att skära hål i mjuka material och som verktyg vid desarmering av bomber.

### Pistol
Sam har en FN 5,7-pistol med ljuddämpare som kan användas för att tyst döda enstaka fiender på medelavstånd. Den har även en liten apparat kallad OCP, fastsatt. Med denna kan man störa ut elektronisk utrustning (lampor, kameror, datorskärmar etc.) under korta perioder.

### Gevär
Sam har ett specialdesignat gevär: FN 2000, som med olika tillägg (attachments) kan utformas efter behov. Geväret använder NATO 5.56 x 45 mm ammunition och är utrustat med en ljuddämpare.
- Foregrip attachment
  - Tillägg för att man ska kunna skjuta mer pricksäkert.
- Sniper attachment
  - Skjuter antimaterialkulor som kan gå igenom det mesta. Den är användbar på långa avstånd, men är ganska högljudd.
- Shotgun attachment
  - Utmärkt för närstrid då smygande inte är nödvändigt.
- Launcher attachment
  - Kanske den mest användbara. Med denna kan man skjuta iväg flera olika projektiler ljudlöst.
- Sticky Shocker
- Den avger en rejäl elstöt som bedövar människor utan problem. Med denna kan man neutralisera fiender på medelavstånd utan att döda.
- Ring Airfoil Round
- Används för att fysiskt knocka fiender.
- Sticky Camera
  - Kan användas för spaning och kan även användas för att släppa ut gas, som söver ner en människa på ett par sekunder.
- Gas Grenade
  - Avger samma gas som tidigare, fast ifrån en liten granat.

### Granater
Det finns explosiva granater, gasgranater, flashbangs och väggminor. Dessa är ofta mycket användbara i olika situationer. Dock är de högljudda och bör undvikas om möjligt.

### Synförstärkningsutrustning
Liksom tidigare bär Sam speciella mörkerglasögon, som även har ett heat-vision-läge. Nytt i detta spel är ett läge som låter användaren se strålning från elektronisk utrustning och det tidigare nämnda EEV-läget. Då Sam oftast arbetar i mörker är denna utrustning ovärderlig. Tack vare den kan man utan problem ta sig runt i totalt mörker, medan fienden är tvungen att använda sig av ficklampor.

### Ljud- och Ljusmätare
Ljusmätaren är samma som i tidigare spel. Den visar hur mycket ljus man får på sig. Ljudmätaren är ny för detta spel och visar hur mycket oväsen man för. Båda dessa är bra att ha om man vill undvika att bli upptäckt.

## Moves
Det som alltid varit utmärkande för Splinter Cell-serien är de många olika tekniker man kan utföra. Allt från att hänga i rör i taket till att smyga sig på en fiende och ta tag i honom bakifrån är möjligt! Några nyheter är möjligheten att kunna ta tag i en fiende som passerar under en när man hänger i taket, eller släppa taget och falla ner på honom och knocka honom istället. Nu kan man också i flera olika situationer välja om man vill döda eller bara knocka fiender. Möjligheten att byta från höger till vänster hand då man använder vapen blir mycket användbart om man måste skjuta från en skyddad position.

## Multiplayer
Som i Splinter Cell: Pandora Tomorrow finns det även onlinespel. I Versus Mode ska Legoknektar (Argus PMC) som spelar i förstapersonsläge och Spioner (Shadownet Spies), som spelar i tredjepersonsläge, slåss mot varandra och utföra olika uppdrag. Båda lagen är förstås utrustade med flera olika elektroniska prylar och vapen. Spionerna har inga kraftiga vapen, så de klarar sig bäst genom att hålla sig gömda. Legoknektarna använder sig av kraftiga vapen, fast de saknar möjligheten att kunna gömma sig. Det finns fem typer av uppdrag:
- Neutralisation
  - Spionerna ska leta reda på datorterminaler och sedan arbeta med dem ett tag. Detta tar lite tid, men man kan avbryta och sedan fortsätta där man var. Legoknektarna ska skydda terminalerna och döda spionerna.
- Extraction
  - Spionerna ska leta reda på och stjäla hårddiskar, som de sedan ska leverera till en speciell avlämningsplats. :Legoknektarna ska förhindra detta och döda Spionerna.
- Bombning
  - Spionerna ska bomba speciella mål. Legoknektarna ska förhindra detta genom att desarmera eventuella bomber och döda Spionerna.
- Disc Hunt
  - Spionerna ska stjäla och behålla ett antal Discs. Legoknektarna ska se till att Spionerna inte får tag i allihop och döda dem.
- Deathmatch
  - Båda lagen ska eliminera motståndarlaget.

Det har även tillkommit ett nytt spelsätt: Co-op. Här får två agenter samarbeta i fem unika uppdrag som passar in i handlingsförloppet i Single-Player delen. Agenterna är blivande Splinter Cells, men på grund av det katastrofala läget har Third Echelon valt att kalla in alla tillgängliga resurser. Agenterna kallas bara Agent One och Agent Two. Med detta nya spelsätt tillkommer flera nya prylar och tekniker. Då detta spelsätt blev mycket populärt, släppte Ubisoft två nya banor som man kan ladda ner.